# Lytton, Kanada
Lytton är en ort i Kanada vid sammanflödet av Thompson River och Fraserfloden. Den ligger i provinsen British Columbia, i den södra delen av landet, 3 400 km väster om den kanadensiska huvudstaden Ottawa och cirka 150 km nordost om Vancouver. Antalet invånare var 210 vid folkräkningen 2021.
Trakten kring Lytton har varit bebodd i över 10 000 år av ursprungsamerikaner. Lytton grundades 1858 under guldrushen vid Fraserfloden.

## Värmerekord och brand
Mellan 27 juni och 29 juni 2021 slogs det kanadensiska värmerekordet i Lytton tre gånger om. Den 27 juni nådde temperaturen 46,6 grader Celsius, dagen därpå 47,5 grader, för att den 29 juni slutligen nå 49,6 grader.
30 juni nåddes Lytton av en skogsbrand och i stort sett hela samhället brann ner.